# Душа, Мирча
Мирча Душа (рум. Mircea Dușa, 1 апреля 1955, Топлица, Венгерская автономная область — 19 декабря 2022, Тыргу-Муреш) — румынский политический и военный деятель, член Румынского парламента. Министр обороны Румынии (2012—2015).

## Биография
Душа родилась в семье рабочих в городе Топлица Мадьярского автономного района во время коммунистического режима. Получил среднее образование в 1974 году и в течение двух лет служил в армии. В 1976 году он вернулся к гражданской жизни и стал чиновником городского народного совета в Топлице. В 1978 году вступил в ряды Румынской коммунистической партии.
С 1983 по 1988 год изучал экономику в Институте подготовки руководящих кадров по вопросам общественно-политического управления. В 1986 году Мирча Душа был избран в правление своего города и занимал должность вице-президента до 1990 года, после падения коммунизма был переизбран и занял пост вице-мэра, а затем - мэра (1996—2000 годы). 
В 1996 году он вступил в Социал-демократическую партию, а с 2001 по 2004 год он был префектом уезда Муреш. В 2004 году Душа был избран в Палату депутатов в составе делегации округа Харгита. На открытии законодательного собрания он был назначен заместителем председателя Комиссии по государственному управлению, региональному планированию и экологическому балансу, а 30 ноября 2008 года переназначен после своего переизбрания на выборах в законодательные органы. В феврале 2010 года он был избран новым вице-президентом Палаты депутатов и отказался от своих обязанностей в парламентском комитете. Однако в сентябре следующего года он оставил этот пост, чтобы возглавить социал-демократическую группу.
Мирча Душа был назначен министром по связям с парламентом в первом правительстве социал-демократа Виктора Понты 7 мая 2012 года. В результате кадровых перестановок 6 августа 2012 года занял пост министра администрации и внутренних дел.
С 21 декабря 2012 года он был министром национальной обороны в правительствах Понты 2, 3 и 4. 4 ноября 2015 года ушедший в отставку премьер-министр Виктор Понта предложил Душе взять на себя временное руководство правительством. Однако новый президент Клаус Йоханнис не принял предложение Понты и назначил министра образования Сорина Кымпяну исполняющим обязанности премьер-министра.
10 декабря 2019 года подал в отставку с поста префекта уезда Муреш.
Мирча Душа умер от рака 19 декабря 2022 года в возрасте 67 лет. Он был похоронен с воинскими почестями на кладбище Назна в Синкраю-де-Муреш.
Мирча Душа был женат, имел двух детей.